# L'Astrolabe (2016)
L'Astrolabe (P800) je francouzský podpůrný ledoborec a polární hlídková loď (francouzské označení je Navire Logistique Polaire). Je provozován francouzským námořnictvem ve prospěch Francouzských jižních a antarktických území a polárního institutu IPEV (Institut Polaire Francais). Mezi jeho hlavní úkoly patří zásobování francouzské výzkumné stanice Dumont d'Urville, ležící v Antarktidě na ostrově Île des Pétrels v souostroví Pointe Géologie v Adélině zemi. Ve službě nahradil hlídkovou loď L'Albatros a stejnojmenný ledoborec sloužící od roku 1986.

## Stavba

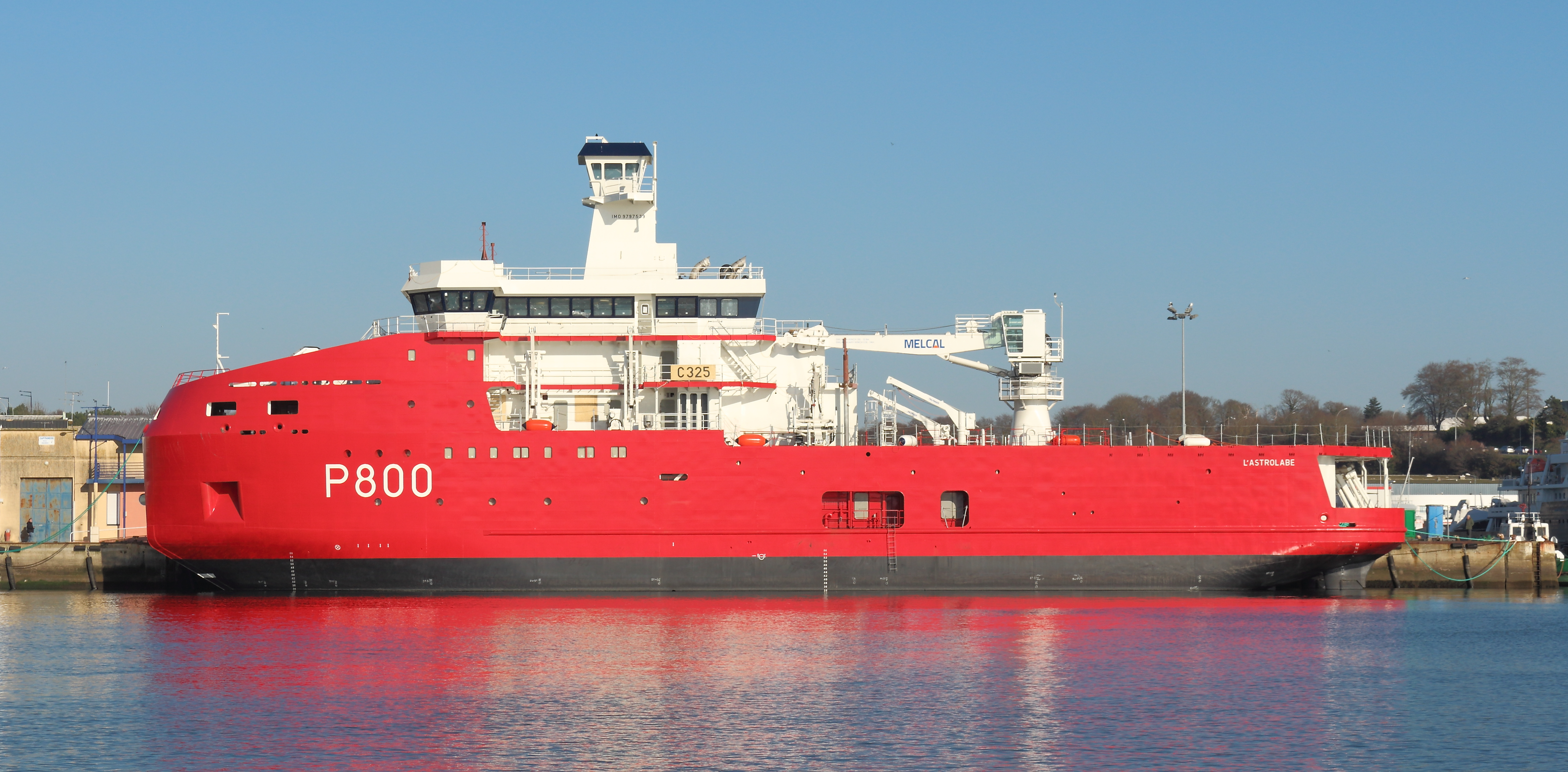
L'Astrolabe (P800)

Zakázku v hodnotě 50 milionů eur na vývoj a stavbu plavidla získala roku 2015 francouzská loděnice Piriou. Vzhledem k absenci zkušeností loděnice Piriou s tímto typem plavidel, byla k projektu přizvána také finská loděnice Aker Arctic. Kvůli plnému vytížení loděnice Piriou byla stavba trupu plavidla přesunuta do polské loděnice CRIST ve Gdyni. Po spuštění bude částečně vystrojený trup odtažen do Francie k dokončení.
Plavidlo bylo na vodu spuštěno ve Gdyni 22. prosince 2016. Francouzskému námořnictvu byla loď předána 12. července 2017. Do služby vstoupila v září 2017 na základně Port des Galets na ostrově Réunion. Dne 12. října 2017 se loď vydala na svou první antarktickou plavbu.

## Konstrukce
Posádku bude tvořit celkem 60 osob. Plavidlo unese až 1200 tun nákladu. Bude vybaveno přistávací plochou a hangárem vrtulník. Pohonný systém budou tvořit čtyři motory Wärtsilä 20, vybavenými systémem pro redukci oxidů dusíku.